# Österrike i olympiska vinterspelen 1936
Österrike deltog i olympiska vinterspelen 1936. Österrikes trupp bestod av 60 idrottare varav 50 var män och 10 var kvinna. Den yngsta av Österrikes deltagare var Hedy Stenuf (13 år, 208 dagar) och den äldsta var Franz Lorenz (39 år, 7 dagar). 

## Medaljer

### Guld
- Konståkning
  - Singel herrar: Karl Schäfer

### Silver
- Konståkning
  - Par: Erik Pausin och Ilse Pausin

### Brons
- Konståkning
  - Singel herrar: Felix Kaspar
- Hastighetsåkning på skridskor
  - 10 000 m herrar: Max Stiepl

## Trupp
- Alpin skidåkning
  - Käthe Lettner
  - Grete Nissl
  - Hertha Rosmini
  - Grete Weikert

- Backhoppning
  - Franz Aschenwald
  - Sepp Bradl
  - Hans Mariacher
  - Rudolf Rieger

- Bob
  - Franz Bednar
  - Robert Bednar
  - Johann Baptist Gudenus
  - Rudolf Höll
  - Anton Kaltenberger
  - Franz Lorenz
  - Richard Lorenz
  - Hans Rottensteiner
  - Hanns Stürer
  - Hans Volckmar
  - Viktor Wigelbeyer
  - Franz Wohlgemuth

- Ishockey
  - Franz Csöngei
  - Fritz Demmer
  - Sepp Göbl
  - Lambert Neumaier
  - Oskar Nowak
  - Franz Schüßler
  - Emil Seidler
  - Willibald Stanek
  - Hans Tatzer
  - Hans Trauttenberg
  - Rudolf Vojta
  - Hermann Weiß
- Längdskidåkning
  - Hans Baumann (Deltog även i nordisk kombination)
  - Walter Delle Karth
  - Hubert Köstinger
  - Markus Mayer

- Konståkning
  - Karl Schäfer
  - Erik Pausin
  - Ilse Pausin
  - Felix Kaspar
  - Eleanore Bäumel
  - Grete Lainer
  - Leopold Linhart
  - Hellmut May
  - Emmy Putzinger
  - Bianca Schenk
  - Hedy Stenuf
  - Fritz Wächtler

- Nordisk kombination
  - Harald Bosio
  - Franz Gallwitz
  - Hans Jamnig
  - Fred Rössner
  - Hans Baumann (Deltog även i längdskidåkning)

- Hastighetsåkning på skridskor
  - Max Stiepl
  - Willy Löwinger
  - Karl Leban
  - Franz Ortner
  - Ferdinand Preindl
  - Karl Prochaska
  - Gustav Slanec
  - Karl Wazulek